# Пнікут (гміна)
Ґміна Пнікут (пол. Gmina Pnikut) — колишня (1934—1939 рр.) сільська ґміна Мостиського повіту Львівського воєводства Польської республіки (1918—1939) рр. Центром ґміни було село Пнікут.

1 серпня 1934 р. було створено ґміну Пнікут у Мостиському повіті. До неї увійшли сільські громади: Буховіце, Хліплє, Чижовіце, Ганьковіце, Ятвєнґі, Крукєніце, Острожец, Пнікут, Подліскі, Раденіце, Судковіце і Вішенка.